# Майко, Виктор Анатольевич
Ви́ктор Анато́льевич Майко́ (укр. Ві́ктор Анато́лійович Майко́; род. 6 июля 1960, Днепропетровск, Украинская ССР) — украинский дипломат. Чрезвычайный и полномочный посол Украины в Казахстане с 7 апреля 2025 года. Чрезвычайный и полномочный посол Украины в Туркменистане (2020—2025).

## Биография
Родился 6 июля 1960 года в городе Днепропетровск. В 1982 году окончил Киевский государственный университет имени Тараса Шевченко по специальности журналистика. Аспирантура Украинской академии внешней торговли (1999). Кандидат экономических наук.
С 1982 по 1984 год — корреспондент газеты «Знамя соревнования» на Киевском авиазаводе им. Антонова.
С 1984 по 1989 год — служба в Вооружённых Силах.
С 1989 по 1991 год — главный научный редактор Института повышения квалификации руководящих работников МВД Украины.
С 1992 по 1994 год — директор СП «Интерпрофсервис».
С 1994 по 1999 год — заместитель руководителя, руководитель ТЭМ в составе Посольства Украины в Великобритании.
С 1999 по 2000 год — начальник Управления по вопросам инвестиционного сотрудничества и валютного регулирования, начальник Главного управления многостороннего экономического сотрудничества Министерства внешнеэкономических связей и торговли Украины.
С 2000 по 2005 год — первый заместитель председателя правления ЗАО «Интерстроймонтаж».
С 10 марта 2005 по 11 мая 2010 года — чрезвычайный и полномочный посол Украины в Туркменистане.
С 6 мая 2006 по 11 мая 2010 года — чрезвычайный и полномочный посол Украины в Исламской Республике Афганистан по совместительству.
С 12 апреля 2010 по 5 марта 2014 года — заместитель министра иностранных дел Украины.
В 2014—2020 годах — советник министра иностранных дел Украины.
С 30 декабря 2020 по 7 апреля 2025 года — чрезвычайный и полномочный посол Украины в Туркменистане.
С 7 апреля 2025 года — чрезвычайный и полномочный посол Украины в Республике Казахстан.

## Дипломатический ранг
- Чрезвычайный и полномочный посол Украины (5 февраля 2010)[10]

## Личная жизнь
Женат, имеет дочь.
Свободно владеет английским языком.

## Награды
- Памятный серебряный знак Туркменистана «Magtymguly Pyragynyň 300 ýyllygyna» (10 декабря 2024 года, Туркменистан) — за особые заслуги в возрождении культурного наследия и исконных духовных ценностей туркменского народа, изучении, бережном сохранении, популяризации и донесении потомкам творческого наследия поэта-классика туркменской литературы, великого мыслителя Махтумкули Фраги, в наращивании культурных связей независимого нейтрального Туркменистана с государствами планеты и международными организациями, в сближении и обогащении культур, укреплении уз дружбы и сотрудничества между народами в эру Возрождения новой эпохи могущественного государства, а также по случаю 300-летия туркменского поэта-классика Махтумкули Фраги[11]